# Hagenius brevistylus
Hagenius brevistylus is een libel uit de familie van de rombouten, de Gomphidae. De Engelse naam is Dragonhunter. De soort komt voor in het oosten van de Verenigde Staten en het zuidoosten van Canada. Het dier is tot 84 millimeter lang, langer dan de andere Noord-Amerikaanse rombouten. De libel is geel met zwart gekleurd, met groene ogen. Mannetjes kunnen van afstand worden herkend, doordat ze met een gebogen achterlijf onder zich gekruld vliegen, en daardoor een J-achtige vorm hebben.
De larve heeft een ongebruikelijke verschijning, breed en plat. Daardoor en door zijn donkere kleur heeft deze een goede camouflage tussen bast- en bladresten in het water.
De imago leeft van grote insecten, inclusief glazenmakers en rombouten, die soms van bovenaf worden aangevallen. Hij vangt ook monarchvlinders, en eet met name thorax en abdomen (borst en buik) om de hoogste concentratie aan giftige cardenolide te vermijden